# Unión Comercio
Club Deportivo Unión Comercio, kurz einfach Unión Comercio, ist ein 2002 gegründeter peruanischer Fußballverein aus dem Distrikt Nueva Cajamarca in der Provinz Rioja, San Martín, der zurzeit in der Primera División spielt.

## Geschichte
Der Verein Unión Comercio wurde 2002 gegründet. Der Verein stieg 2010 durch den Sieg bei der Copa Perú in die Primera División auf. In der ersten Saison in der ersten Liga erreichte Unión Comercio direkt die Qualifikation für die Copa Sudamericana 2012. Dort schied der Verein allerdings bereits in der ersten Runde gegen den kolumbianischen Verein Envigado FC aus. 2013 konnte der Verein den Abstieg nur knapp verhindern. Ein Jahr später qualifizierte sich Unión Comercio jedoch als Vierter für die Copa Sudamericana 2015. Dort scheiterte der Verein jedoch wieder in der ersten Runde, diesmal am kolumbianischen Verein Águilas Doradas.

## Stadion
Unión Comercio absolviert seit 2017 seine Heimspiele im Estadio IPD de Nueva Cajamarca. Das Stadion wurde 2017 eingeweiht und hat eine Kapazität von 12.000 Plätzen. Vorher trug der Verein seine Heimspiele im Estadio IPD de Moyobamba aus.

## Erfolge
- Copa Perú: 2010
- Liga Departamental de San Martín: 2010
- Teilnahme an der Copa Sudamericana: 2×

2012: 1. Runde
2015: 1. Runde